# 伊藤敬
伊藤 敬（いとう けい、1928年 - ）は、日本の国文学者。

## 人物・来歴
北海道生まれ。北海道大学文学部卒。藤女子大学教授を務めた。中世文学専攻。

## 著書
- 『新北朝の人と文学』三弥井書店 1979.11（二条良基）
- 『増鏡考説 流布本考』1992 (新典社研究叢書
- 『室町時代和歌史論』2005 (新典社研究叢書

### 校注
- 『新日本古典文学大系 47 中世和歌集. 室町篇』荒木尚、稲田利徳、林達也共校注 岩波書店 1990
- 正徹、三条西実隆『草根集権大僧都心敬集再昌』伊藤伸江共著 明治書院 2005 (和歌文学大系